# Aqua vitae
Aqua vitae er et latinsk udtryk, der betyder "livets vand".
Aqua vitae bruges i Skandinavien som betegnelse for akvavit, idet ordet akvavit er afledt af aqua vitae.
Andre lande har også deres egen "livets vand":
- Uisge-beatha er det skotsk gæliske ord for skotsk whisky
- Uisce beatha er det oprindelige irske ord for irsk whisky
- Eau-de-vie bruges i Frankrig om brændevin, fremstillet uden for området Cognac.